# Hondenlijn

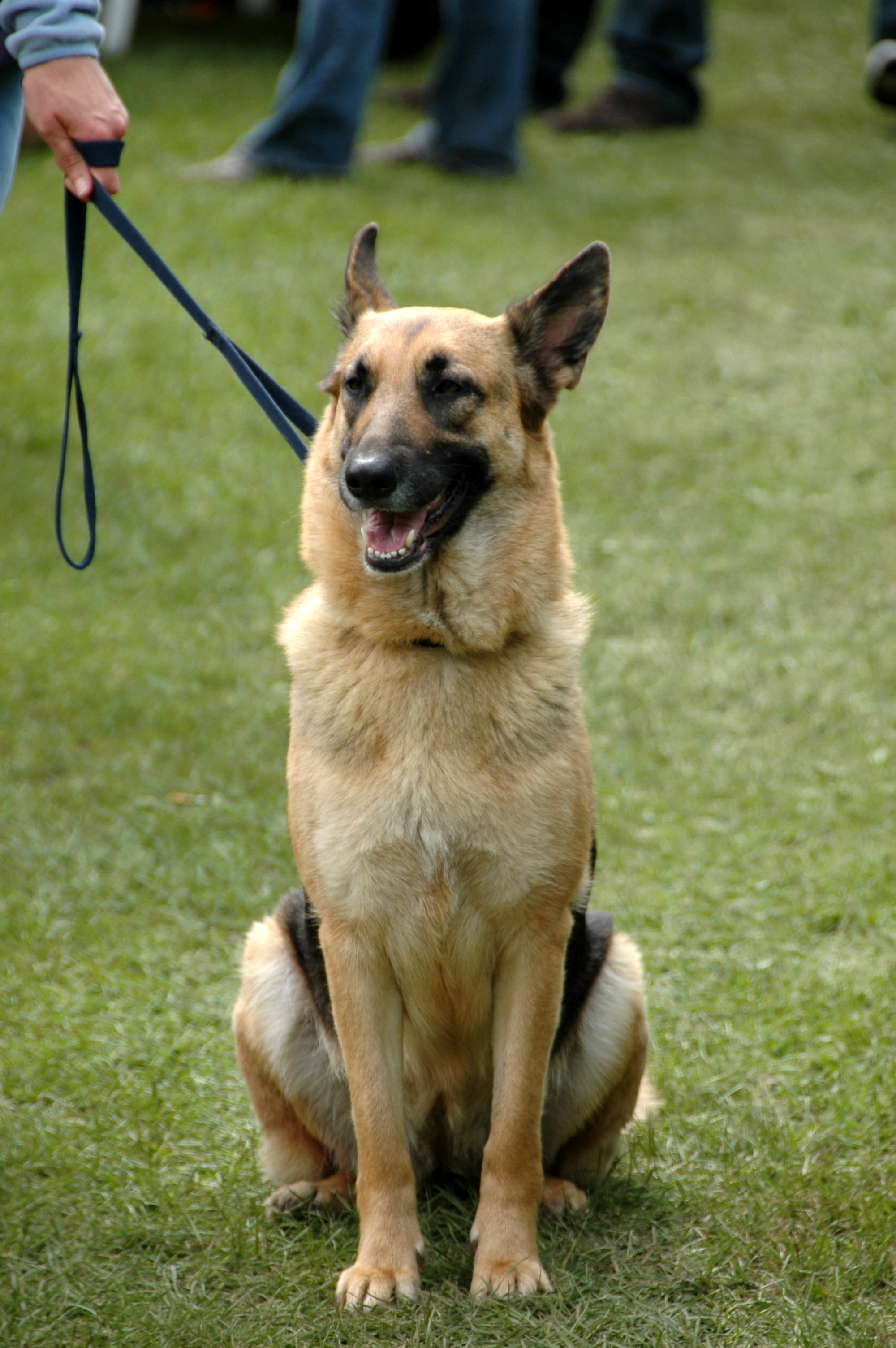
Aangelijnde hond aan een korte riem

Een (koppel)riem, leiband, leidraad of een lijn is een koord van touw, leer, nylon of metaal dat wordt vastgemaakt aan de halsband om de nek of aan het tuigje van een dier om betere controle over het dier te krijgen. Het wordt vooral gebruikt bij honden, soms bij katten en fretten. In een aantal gemeentes is het gebruik van een lijn overal verplicht en mag een hond alleen loslopen in speciaal daarvoor aangewezen hondenuitlaatplaats of hondenspeelweide. Ook in de meeste natuurgebieden moeten honden aan de leiband. Door het gebruik van een lijn kan men het weglopen van de hond, verstoring van de natuur, verstoring van medemensen, auto-ongevallen, bijtincidenten en overlast door hondenpoep voorkomen.

## Type lijnen
Voor honden zijn er verschillende lijnen:
- Een eenvoudige metalen ketting.
- Een heel korte riem/lijn vastgemaakt aan de halsband, die ervoor zorgt dat de mens goede controle heeft over de hond. Deze riem wordt vooral gebruikt bij trainingen en wedstrijden.
- Flexibele hondenlijn: een uitrolriem die zich door eraan te trekken uitrolt tot enkele meters lang en zich automatisch terugrolt in de behuizing als de riem ontspannen wordt. Het handvat bevat een rem waardoor de lengte beperkt kan worden.
- Een nylon geweven lijn, meestal 120 cm tot 200 cm lang, met een handvat en clip, wordt meestal gebruikt bij wandelingen.
- Een verlengde geweven nylon lijn is meestal 360 cm tot 900 cm of nog langer, met een handvat en clip wordt in de eerste plaats gebruikt bij training met een grote afstand tussen de hond en de leider en soms wordt het gebruikt bij het opsporen van mensen.
- Hondenfietsbeugel

## Katten aan de lijn

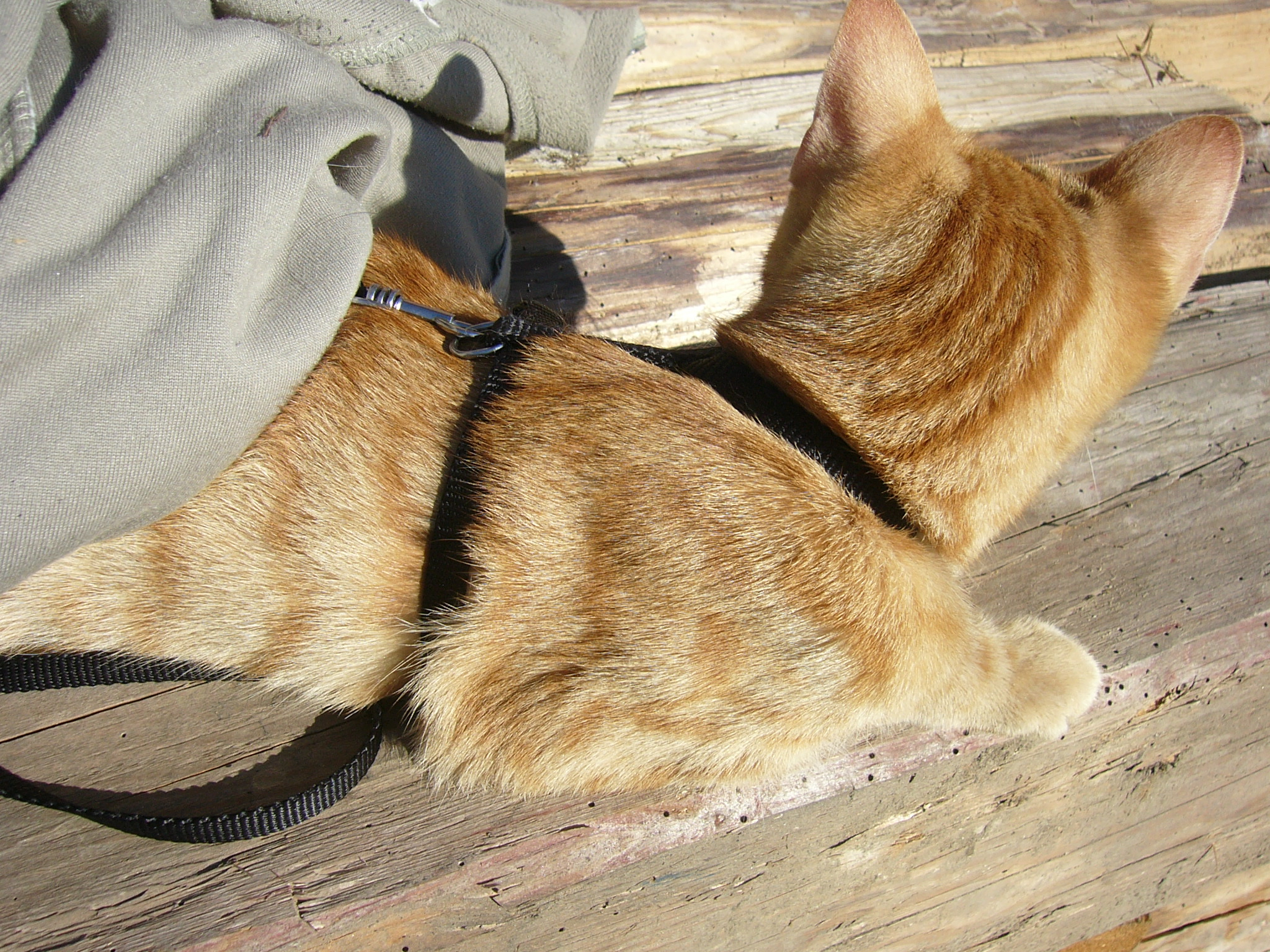
Kat aan de lijn met daaraan vast een uitrusting

Katten vinden het meestal niet prettig om aangelijnd te zijn. Het aanlijnen van een kat wordt toegepast om te voorkomen dat de kat wegloopt. Om te voorkomen dat de kat zich losmaakt van de halsband, is het beter hem een tuigje om te doen.